# بنای یادبود فریدریش انگلس
بنای یادبود فردریش انگلس (روسی: Памятник Фридриху Энгельсу) در سال ۱۹۷۶ در مسکو در نزدیکی ایستگاه مترو «کروپوتکینسکایا» نصب شد. سازندگان این بنای یادبود، مجسمه‌ساز دوم کوزلوفسکی، معماران آ.ا. زوارزین و آ.آ. اوساچف هستند.این بنای یادبود دارای وضعیت یک مکان میراث فرهنگی شناسایی شده است.

## تاریخچه و توضیحات
در سال ۱۹۷۲، به مناسبت سفر ریچارد نیکسون، رئیس‌جمهور ایالات متحده، به اتحاد جماهیر شوروی، خیابان‌های «ویرانه» اوستوژنکا و پرچیستنکا با خانه‌های مخروبه تخریب شدند و به جای آنها یک میدان ساخته شد. در ابتدا، میدان باید بزرگتر می‌بود، اما از آنجایی که ساختمان‌های «ویرانه» در محل میدان از ارزش تاریخی آشکاری برخوردار بودند، رسوایی محلی در میان روشنفکران مسکو به وجود آمد که منجر به رضایت مقامات برای کاهش مساحت میدان و بازسازی تالارهای سفید و قرمز بلافاصله پشت آن شد.
در نتیجه، میدان بیش از حد کوچک شد و پس از آن، طبق تصمیم کمیته مرکزی حزب کمونیست اتحاد جماهیر شوروی و شورای وزیران اتحاد جماهیر شوروی، تصمیم گرفته شد که بنای یادبودی برای فریدریش انگلس، فیلسوف آلمانی و یکی از بنیانگذاران مارکسیسم، برپا شود.
در ۲ نوامبر ۱۹۷۶، در آستانه پنجاه و نهمین سالگرد انقلاب اکتبر، این بنای یادبود با حضور جمعیت زیادی از مردم افتتاح شد. در این مراسم، دبیر اول هیئت مدیره حزب کمونیست اتحاد جماهیر شوروی، وی.وی. گریشین، دبیر کمیته مرکزی حزب کمونیست اتحاد جماهیر شوروی، میخائیل وی. زیمیانین، رئیس شورای شهر مسکو، وی.اف. پرومیسلف، معاون وزیر فرهنگ اتحاد جماهیر شوروی، وی.وی. ورونکوف، سفیر جمهوری دموکراتیک آلمان در اتحاد جماهیر شوروی، جی. اوت (آلمانی) روسی و دیگر مقامات حضور داشتند.
وی.وی. گریشین روبان قرمز را برید، پس از آن یک روتختی از بنای یادبود افتاد و سرود اتحاد جماهیر شوروی به صدا درآمد. در این جلسه، مدیر مؤسسه مارکسیسم-لنینیسم کمیته مرکزی حزب کمونیست اتحاد جماهیر شوروی، آکادمیسین آ.گ. یگوروف، قهرمان کار سوسیالیستی، متروستروویتس پی.ای. نووژیلوف و دانشجوی دانشگاه ایالتی مسکو، تی.یو. زویکووا، حضور داشتند.
از آنجایی که این بنای یادبود در کنار ایستگاه متروی «کروپوتکینسکایا» در میدان سابق کروپوتکینسکایا (که اکنون منطقه پرهچیستنسکیه وروتا است) واقع شده است، بسیاری از اهالی مسکو آن را با بنای یادبود کروپوتکین اشتباه می‌گیرند.
مجسمه برنزی فریدریش انگلس به ارتفاع ۶ متر بر روی یک پایه مکعبی یکپارچه از گرانیت قرمز نصب شده است. این بنای یادبود در مرکز محوطه دایره‌ای شکل قرار دارد که با تخته سنگ‌های تراشیده شده و توسط یک حصار گرانیتی کوتاه قاب گرفته شده است و با نیمکت‌های نیم دایره‌ای تکمیل شده است. از منطقه دروازه‌های پرشیستنسکی تا بنای یادبود، یک راه پله جلویی نیم دایره‌ای وجود دارد.
فریدریش انگلس در حالی که کاملاً بالغ شده و دست به سینه ایستاده، نشان داده شده است. این مجسمه‌ساز در پی انتقال تصویر انگلس در دهه ۱۸۷۰ بوده است، زمانی که او به همراه کارل مارکس، جنبش بین‌المللی طبقه کارگر را رهبری می‌کردند.
این بنای یادبود و زمین بازی اطراف آن عملاً پارک را به‌طور کامل در خود جذب کرد، در نتیجه پارک به ویژه در نقشه‌های مسکو مشخص نشده و نام خاص خود را ندارد.